# نوريا اسبرت
نوريا اسبرت روميرو (11 يونيو 1935- ) ممثلة سينما ومسرح إسبانية، قامت أيضا بإخراج بعض الأعمال المسرحية. فازت في عام 2016 بجائزة أميرة إستورياس للفنون لكونها واحدة من أهم الشخصيات تميزا وعطاءً للمشاهد التمثيلية.[بحاجة لمصدر]

## المسيرة المهنية
حصلت نوريا علي الثانوية من معهد ماراجاي ببرشلونة ولاحقا أكملت دراستها في مجال الموسيقي واللغة.
حينما أصبح عمرها 16 عاما شاركت في المسرح كهواية ولاحقا عام 1950 أتيحت لها الفرصة بموطنها برشلونة لأداء الروائع الكلاسيكية مثل مسرحية الحياة حلم (1950) و أيضا مسرحية بستاني فاليرينا (1953) بقلم بيدرو كالديرون ورغبات منزل (1952) للمؤلفة خوانا دي اسباخي وروميو و جوليت بقلم شكسبير عام (1952) والتي عدلت علي يد الكتالوني جوسيب ماريا دي ساجارا، كما ترجمت العديد من الأعمال إلى الكتالونية كمسرحية الزوج في زيارة.   
أتيحت أكبر الفرص لها عام (1954) حينما شاركت كبديلة للمثلة الفيرا نوريجا في دور الساحرة ميديا 
كرست كل جهودها للعمل الاحترافي بعد النجاح الكبير الذي حققته في المسرح اليوناني ببرشلونة.
خلال السنوات اللاحقة شاركت في فرقة لوبي دي فيجا المسرحية تحت إشراف خوسيه تامايو التي صنفت كواحدة من أفضل الفرق الأكثر تميزا في المسرح الكتالوني والإسباني أيضا.
وعلى هذا المنوال حققت نجاح كبير بأعمال مثل مسرحية فارس اولميدو (1954) للكاتب لوبي دي فيجا، ومسرحية السور (1955) بقلم خواكين كالفو سوتيلو، ومسرحية يوليوس قيصر عام (1955) للكاتب وليام شكسبير، ومسرحية البوتقة بالاشتراك مع ماري كاريو للكاتب آرثر ميلر (1957)، و مسرحية دون خوان تينوريو بالاشتراك مع لويس برينديس للكاتب زورييا عام (1958).  
قامت بتكوين فرقتها المسرحية الخاصة بها عام (1959)، وبعد فترة خرجوا بالعرض الأول لمسرحية آنا كريستي للكاتب اوجين اونيل علي مسرح ريكوليتوس بمدريد. 
علي مدار عقد الستينيات ذاع صيتها كممثلة مسرح في أنحاء إسبانيا كما حصدت نجاحات كثيرة لبعض الأعمال مثل مسرحية الخادمات للمؤلف جين جينيه عام (1969).
علاوة علي ذلك فقد قابلت مؤلفين بحجم جين باول سارتر واليخاندرو كاسونا. 
بالرغم من هذا فقد كرست جهدها لمسرحية يرما (قاحلة) للكاتب فيدريكو جارثيا لورا التي اقيمت علي مسرح تياترو دي لا كوميديا في مدريد بشهر نوفمبر عام 1971 والذي اتسع لاكثر من 2000 شخص، وقد قامت بجولة كبيرة بعد ذلك في دول عديدة مثل الولايات المتحدة والاتحاد السوفيتي والأرجنتين أيضا، وعلي مدار السبعينيات وازنت بين العروض الاسبانية والجولات العالمية كالذي حدث عام 1977 عندما قدمت مسرحية الكوميديا الإلهية في مدريد أولا ثم لندن لاحقا للكاتب فالي _انكلان و الاخرج لفيكتور جارثيا، العقد قادت فرقة لاقامة مسرحية عن الأسطورة اليونانية فيردا للكاتب الكتالوني سالفادور اسبريو 
و بين عامين 1979 و عام 1981 عملت كمخرجة مساعدة مع خوسيه لويس جوميز و رامون تامايو بمركز الدراما الوطني. 
و قد كثفت أعمالها بداية من عام 1980 من أعمالها خارج الحدود الإسبانية وقامت بالفعل بجولات عالمية سبق تقديمها بإسبانيا. على سبيل المثال مسرحية دونا روسيتا العازبة بين عامي 1981 وعام 1983 بكل من ميلان والقدس و موسكو، تشيسيناو، و المكسيك، وادنبرة. 
و مسرحية العاصفة في بلجراد، وبعد عام انضمت لرافايل البيرتي في عرض الشعر الجوي الإسباني بمسرح اوديون بباريس بالإضافة إلى تحقيقها لنجاح كبير عام 1985 لتقديمها مسرحية سالومي للكاتب أوسكار وايلد مع تعديلها من قبل تيرينس مويس.
وخلال النصف الثاني من عقد الثمانينيات بدأت تدريجيا بالتخلي عن التمثيل وكرست جهودها للإخراج المسرحي. 
و في عام 1986حصدت نجاح كبير بعد إخراجها لمسرحية منزل برناردا البا بطولة جيلندا جاكسون، فحصلت علي جائزة نقاد مسرح لندن عن هذا العمل لأفضل إخراج، عادت لإخراج هذا العمل في طوكيو عام 1991 باليابان مع ممثلين يابانيين. 
و في عام 1987 قامت لأول مرة في العالم بمسرحية الأستاذة فراشة (ماداما باترفلاي ) للكاتب بوتشيني في دار الاوبرا الملكية بلندن. و بعد فترة ارادت العودة الي نفس المسرح فقدمت أعمال مثل مسرحية ريجوليتو عام (1988) و مسرحية لاترافياتا (1990) للكاتب جيوسيبي فيردي، ومسرحية كارمن لبيزيه، ولاحقا قادت نوريا العديد من جوقات المسارح مثل المسرح الوطني بمدريد، ومسرح لامونيدا ببروكسل، واوبرا لوس انجلوس، واوبرا فرانكفورت ومسرح ليثيو الكبير ببرشلونة.
و في عام 1990 و بعد غياب خمس سنوات عادت بتقديم عرض لمسرحية لامكياخي (مستحضر التجميل) للكاتب الياباني هيساشي اينو والذي اعادته اسبرت للحياة علي يد ممثلة مخضرمة من مسرح كابوكي، كان عقد مثمر لنوريا حيث اعادها الي اسبانيا من خلال مسرحية حصار لينينغراد عام (1994) للكاتب خوسيه سانشيز سينيستيرا و أدت البطولة المشتركة مع مارايا خيسوس فالديز. وفي عام 1997 عادت للتمثيل بالكتالوني علي يد خوسيه ماريا بمسرحية النورس للكاتب الروسي تشيكوف بزمالة كل من خوسيه ماريا باو وارياندا جيل. و بعد عام وتحت قيادة ماريو جاس شاركت مع ماريا كاييس بمسرحية (ماستر كلاس ) للكاتب تيرينس ماكالي و في عام 2001 و بسبب مهرجان مسرح ميريدو الكلاسيكي عادت نوريا مرة اخري الي المسرح بعرض مسرحية ميديا ولكن هذه المرة تحت قيادة المخرج اليوناني مايكل كاكويانيس. 
و بعد عامين قامت بمشاركة الفنان امبارو ريفيليس بمسرحية نسيم الحياة للكاتب البريطاني ديفيد هير. 
و في عام 2004 عادت للاوبرا بعرض توسكا بمسرح مدريد و في نفس العام شاركت في مسرحية أكثر رمزية للثقافة الإسبانية لا ثيليستينا. 
و بعد فترة قامت بالمشاركة المسرحية مع كل من لويس هومار و خوسيه لويس جوميز بمسرحية لعب ستريندبرج عام (2006) للكاتب فريدريش دورنمت،
لاحقا في عام 2011 قامت بأداء مونولوج اغتصاب لوكريشيا وقد عرض لمدة 75 دقيقة. 
و في عام 2012 انهت الموسم بدور غير غنائي بالمسرح الملكي بمدريد بمسرحية اينادمار للمؤلف اوسفالدو جوليجوف، وبنهاية صيف ذلك العام تراست فرقة مسرحية لاداء نسخة جديدة من مسرحية الذئب بإخراج جيراردو فيرا.
بعد وضع اللمسات الأخيرة لمسرحية الملك ليير في نسختها الكتالونية للكاتب وليام شكسبير لعبت نوريا في تلك المسرحية ثلاثة أدوار.
ولاحقا في أكتوبر بعام 2018 عرضت لأول مرة مسرحية أغنية الغجر للكاتب فدريكو جارثيا لوركا بمسرح تياترو دي لا اباديا بمدريد بإخراج لويس باسكال , بمجموع 23 في النهاية وباعداد جمهولا نهائية وصلت ل 7000 مشاهد ومشاهدة. 
بحلول عام 2019 أغلقت كافة الأنشطة الثقافية بسب بسبب جائحة فيروس كورونا واستمرت حتي عام 2020 
و تكريما لها أطلق اسمها علي قاعة مسرح في بلدية فوينلابرادا بمدريد. 

## الحياة الشخصية
تزوجت نوريا في سن العشرين بالمخرج والممثل أرماندو مورينو والذي أصبح لاحقا مديرا لأعمالها 
بالإضافة لذلك فإن نوريا أم لابنتين هما:
اليثيا مورينو وهي رائدة أعمال مسرحية وعضوة سابقة في مجلس مدريد للفنون الجميلة والابنة الثانية هي نوريا مورينو. 

## الجوائز
- علي مستوي جوائز فوتوجراماس دي بلاتا (الإطارات الفضية )
- فازت بالجائزة عام 1972 عن عمل (يرما) لأفضل عمل مسرحي
- حصلت على الجائزة عام 1977 عن عمل (سالومي) لأفضل فنان تلفيزيوني
- تمكنت من حصها عام 1988 عن عمل (ماستر كلاس) لأفضل فنان مسرحي
- فازت بها للمرة الأخيرة عام 2018 عن عمل (حرائق) انثيديوس لافضل فنان مسرحي
- كما رشحت للجائزة في العديد من المناسبات في أعوام 1981 ,1983,1990 1994,1999 ,2004
- فازت بجائزة اتحاد الممثلين عام 2006
- فازت بجائزة مسرح وسينما بوتاكا بكتالونيا عام 1997.

## جوائز أخرى
- جائزة اونداس عام 1959 لافضل ممثلة
- الميدالية الذهبية للاستحقاق بالفنون الجميلة عام 1983
- جائزة سانت جورج كروس بكتالونيا 1983
- جائزة المسرح الوطني عام 1984
- جائزة دائرة نقاد مسرح لندن عام1986 لافضل إخراج عن عمل منزل برناردا البا
- قدمت مهرجان لاميرثيد ببرشلونة عام عام 1989
- جائزة المراة التقدمية عام 1992
- جائزة تيرينس مويكس العالمية عام 2005
- جائزة ارسيلا خصيصا للمهن الفتية عام 2006
- جائزة المسرح الوطني مقدمة من جمعية أصدقاء المسرح الاسباني عام 2008
- جائزة مسرح فالي انكلان عام 2009 عن عمل منزل برناردا البا
- الميدالية الذهبية من مسرح تياترو دي ليثيو الكبير عام 2010
- جائزة فوينتي دي كاستاليا بمهرجان الفنون المسرحية الكلاسيكية في الكالا عام2011
- جائزة فرناندو لازارو كاريتر من مؤسسة جيرمان سانشيز رويبيريز
- دكتوراه فخرية من جامعة كومبلوتنسي بمدريد عام 2013
- جائزة أميرة أستورياس للفنون في عام 2016
- جائزة أوروبا للمسرح عام 2018

## فيلموجرافيا
- 1954: أحد عشر زوجا من الاحذية
- 1956: مدرسة الصحافة
- 1958: الطاغية
- 1961: الساعة الخامسة مساءا
- 1966: ماريا روسا
- 1967: تكاثر حيوي (بايوتاكسيا)
- 1967: لايا
- 1971: يعيش الموت
- 1976:المدينة المحترقة
- 2007: برشلونة

## أعمال الاوبرا
- 1987: الأستاذة فراشة (ماداما باترفلاي) للكاتب جياكومو بوتشيني
- 1988: ريجوليتو للكاتب جيوسيبي فيردي
- 1989: الاكترا للكاتب ريتشارد ستراوس
- 1991: كارمن للكاتب جورج بيزيه
- 1995: ستيفيليو للكاتب جيوسيبي فيردي
- 1999: تورنادوت للكاتب جياكومو بونشيني
- 2004: نوسكا للكاتب جياكومو بوتشيني
- 2012: انيادامار للكاتب اوسفالدو جوليجوف

## المسلسلات التلفزيونية
- 1987: لوركا (موت الشعر)
- 1986:الملك والملكة
- 1985: الدجاجة العمياء
- 1980: الأم والابنة (شركة محدودة)
- 1980: الحروف الكتالونية
- 1978: سيدة الجمال
- 1977: سالومي

## وصلات خارجية
- https://www.youtube.com/watch?v=XRuXlEdPUfU نوريا اسبرت في أحد البرامج
- https://www.youtube.com/watch?v=oHQSooDAa6M مقابلة لنوريا في برنامج منارة الإسكندرية